# Pales pumicata
Bản mẫu:Bảnh phân loại
Pales pumicata là một loài ruồi trong họ Tachinidae.